# La Ciotat
La Ciotat is een badplaats in het Franse departement Bouches-du-Rhône (regio Provence-Alpes-Côte d'Azur). De gemeente telde 37.599 inwoners op 1 januari 2022. De plaats maakt deel uit van het arrondissement Marseille. De plaats wordt gekenmerkt door industriële activiteit in de vorm van een grote scheepswerf (La Ciotat Shipyard, voorheen Semidep). Deze werf werd gesloten op 31 juli 1988, maar is sinds 31 juli 1994 weer operationeel. Naast de scheepswerf is toerisme de grootste bron van inkomsten. La Ciotat geniet bekendheid door de vele calanques die er in de omgeving te vinden zijn, waarvan de calanque "Bec d'Aigle" de meest indrukwekkende is.

## Geschiedenis
La Ciotat speelt een belangrijke rol in de oergeschiedenis van de film: De gebroeders Lumière beschikten er over een vakantiehuis, en openden er later een van de eerste bioscopen. Het spoorwegstation is het onderwerp van een van de eerste films die ooit uitgebracht zijn (1895). Er vindt in La Ciotat nog steeds een jaarlijks filmfestival plaats.
La Ciotat was ook de eerste plaats waar het balspel pétanque in de moderne vorm werd gespeeld, en wel in 1907.

## Galerij

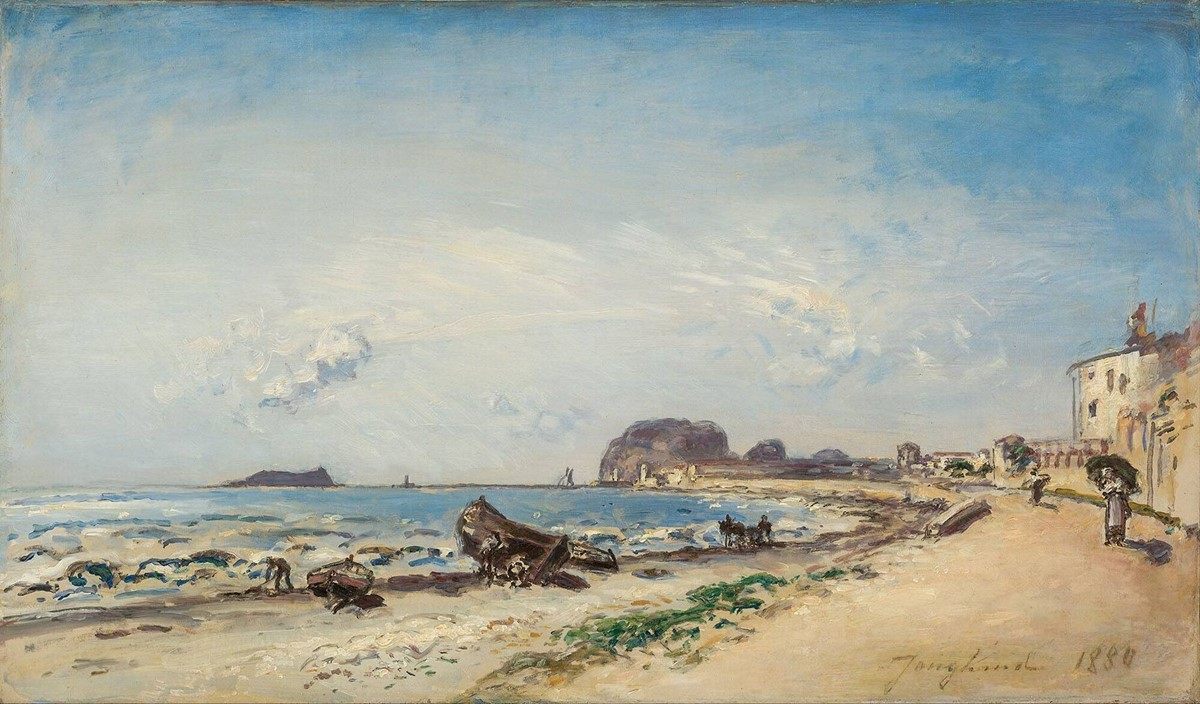
Het strand van La Ciotat door J.B. Jongkind in 1880
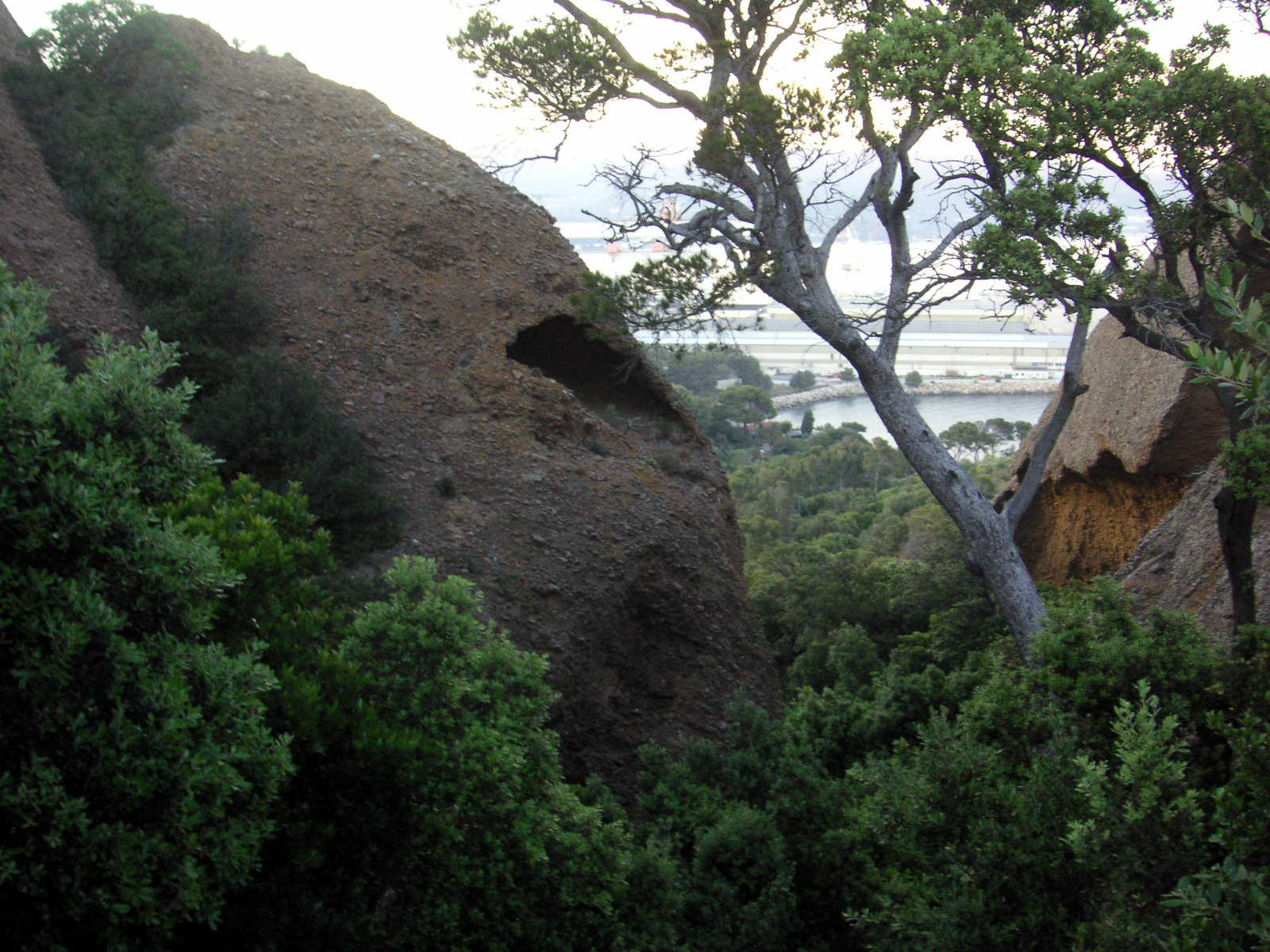
Pic d'Aigle
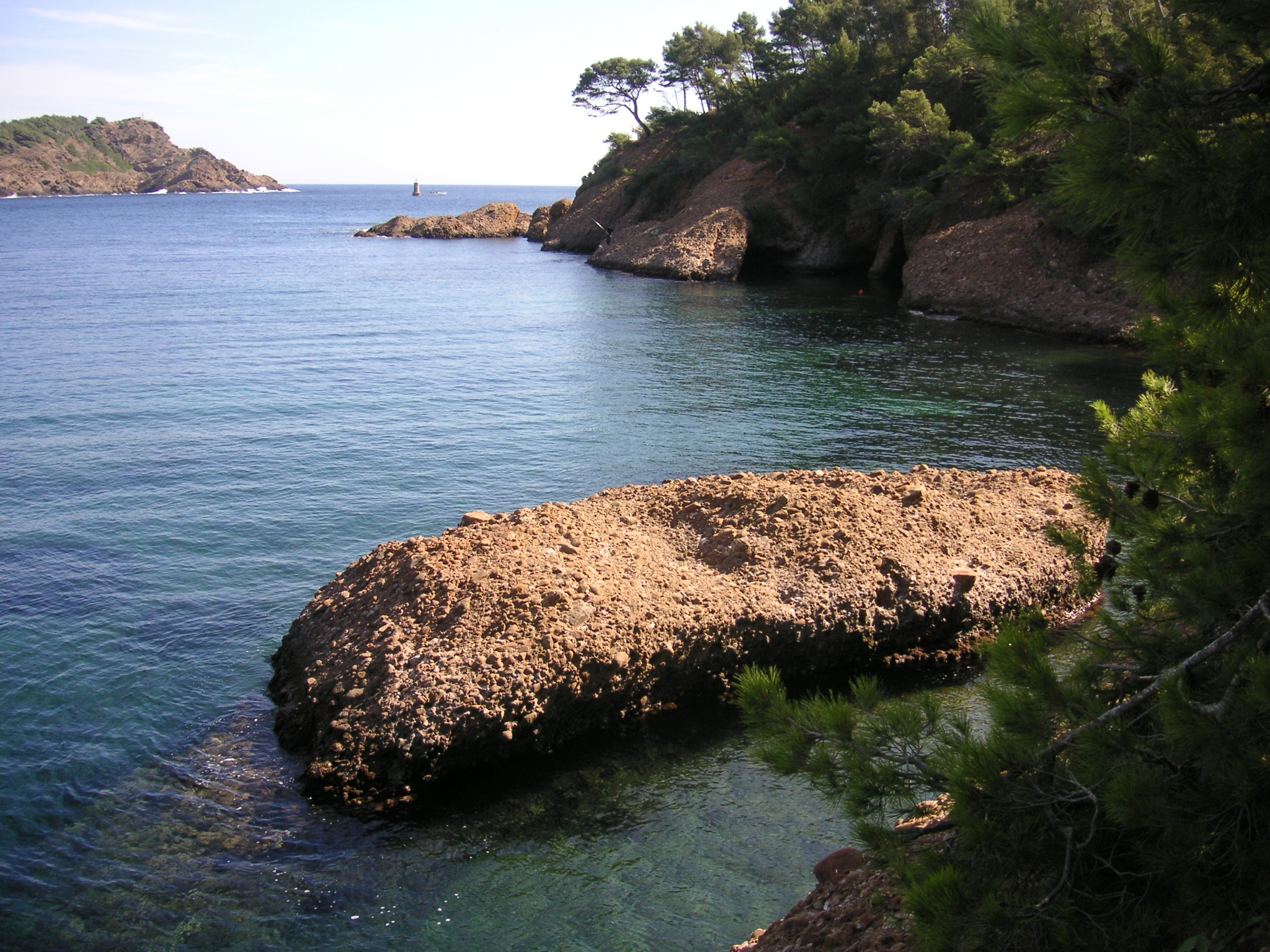
baai
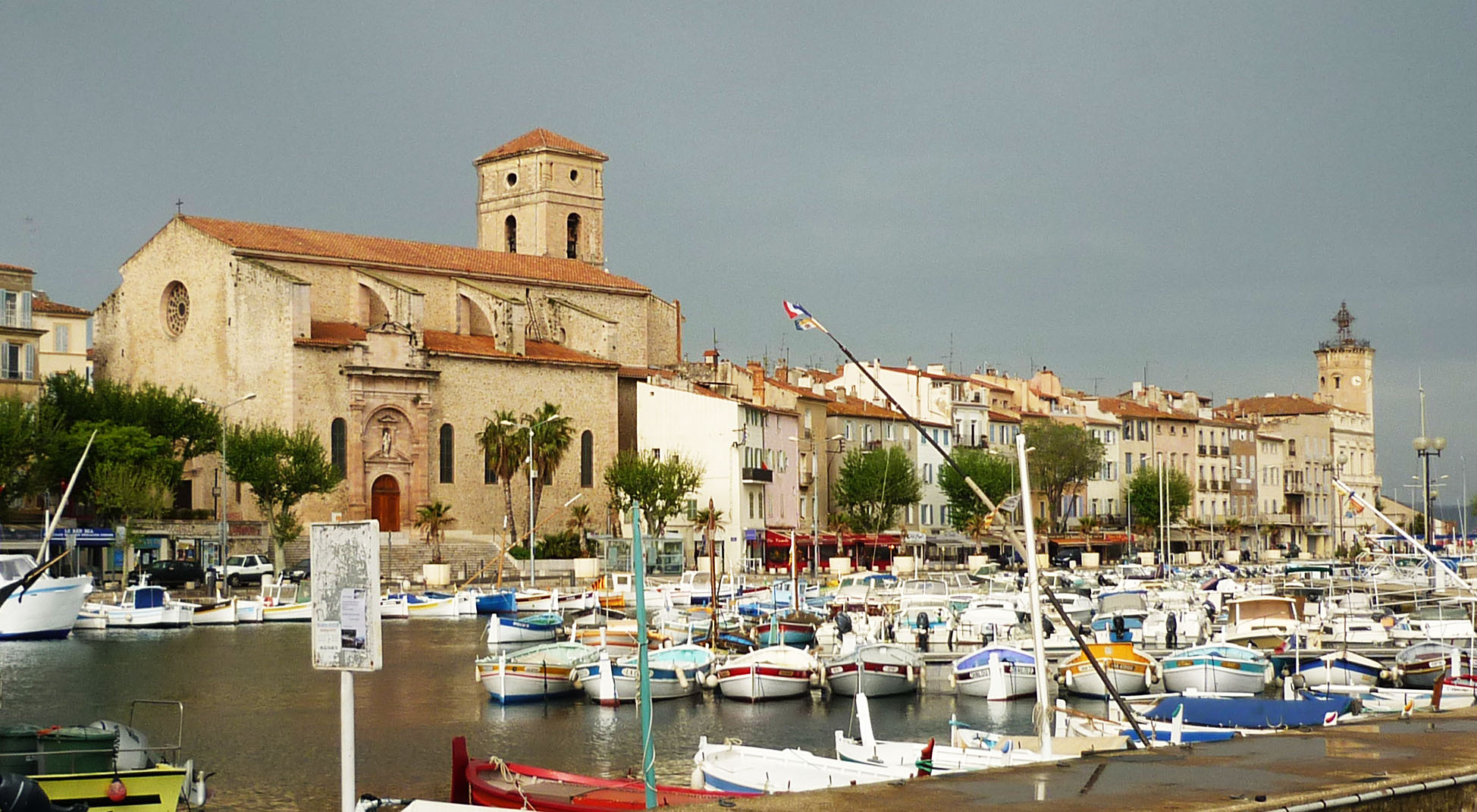
De oude haven met kerk uit 1603

## Geografie
De oppervlakte van La Ciotat bedroeg op 1 januari 2022 31,46 vierkante kilometer; de bevolkingsdichtheid was toen 1.195,1 inwoners per km². La Ciotat grenst aan de gemeenten Cassis, Ceyreste, Saint-Cyr-sur-Mer en La Cadière-d'Azur. De laatste twee liggen in het departement Var.

De onderstaande kaart toont de ligging van La Ciotat met de belangrijkste infrastructuur en aangrenzende gemeenten.

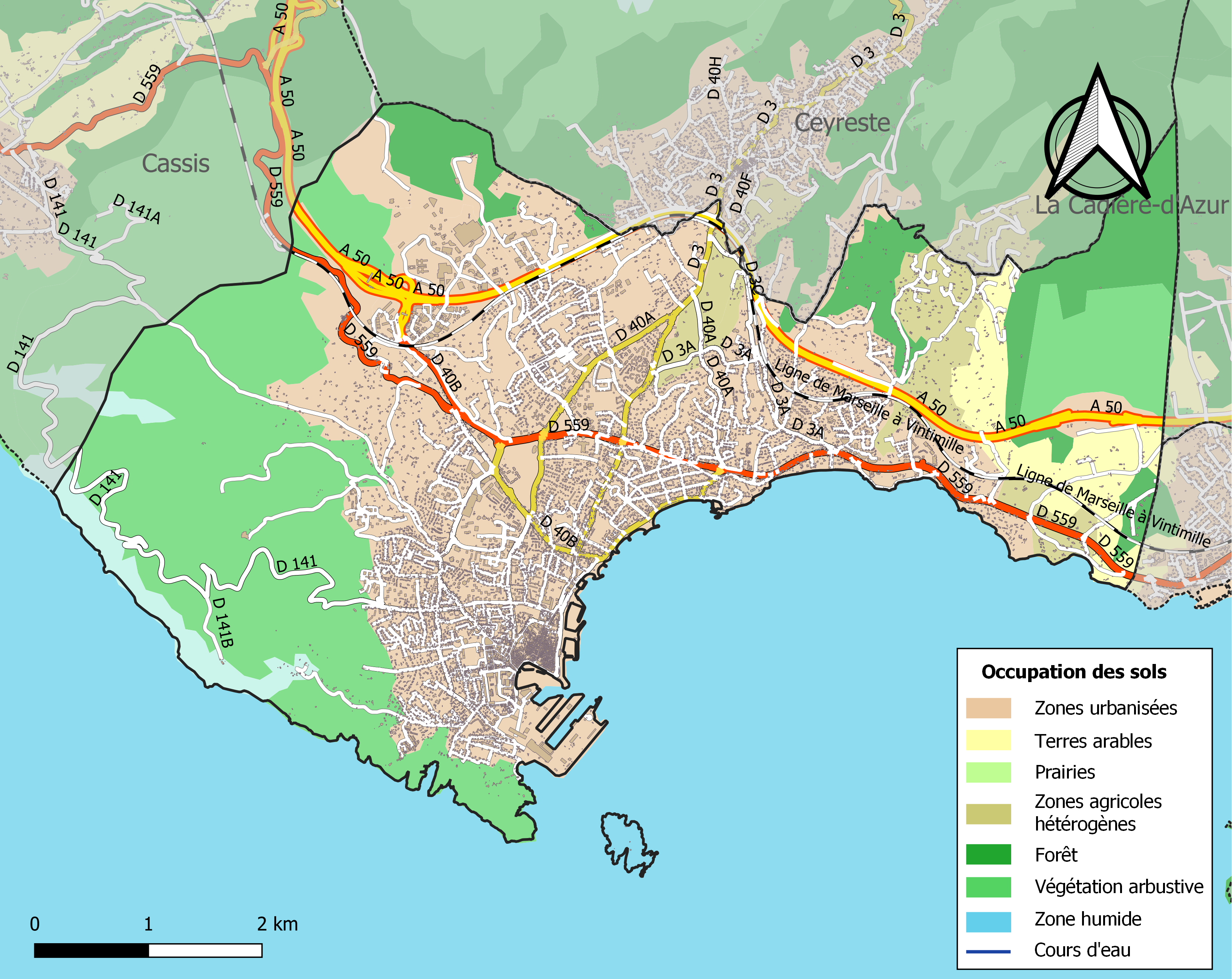

## Demografie
Onderstaande figuur toont het verloop van het inwonertal (bron: INSEE-tellingen).
Vanwege een beveiligingsprobleem met de MediaWiki Graph-software is het momenteel niet mogelijk deze grafiek weer te geven. Zodra de software is bijgewerkt zal de grafiek vanzelf weer zichtbaar worden.

## Geboren
- Honoré Ganteaume (1755-1818), admiraal
- Yoan Cardinale (1994), voetballer
- Baptiste Aloé (1994), voetballer